# Seznam lyddských biskupů

## Byzantští biskupové lyddští
- (podle tradice) Zenas, zmiňovaný v Tit 3,13
- Aëtius, (325–zemřel před 335) [1][2]
- Dionysius (381–zemřel před 415)
- Photinus (449–451) [3]
- Apollonius (518)
- Eustatius

## Latinští biskupové lyddští (křižácké státy)
- Robert Rouenský cca 1099[4][5]
- Bishop Roger (1110)
- Constantinus (1154–1160)
- Reinier = Ranierus (asi 1164–zemřel 1169)
- Bernard(us) z Lyddy (1168/69–1174/90)[6]
- neznámý biskup z Lyddy, který mluvil s králem Richardem I. roku 1192.
- Isias (ortodoxní biskup) (1202)
- Pelagius (?–27. května 1227), pak biskup v Salamance
- Radulphus = Ralph I (zmiňován roku 1232)
- Ralph z Lyddy = Radulf II. (1238–1244) [7]
- Arnaldus (1250–1253)
- William (?–8. května 1263), pak biskup agenský
- Jan z Lydda (před 1267–po 1271)
- Godfrey (1286), asi františkán

## Titulární biskupové lyddští
- Benedikt Sibenhirter (1452–1458)[8]
- Thomas Lydensis (1495)
- Nicolaus de Braciano (1504–1509)
- Hermanus Nigenbroch (1509–1511)
- Petrus Antonii (1511–1515)
- Heinrich von Hattingen (1515–1519)
- Giovanni Brainfort (1517–1521)
- Thomas Bele (1521–1524)
- Pompeo Musacchi (1524–?)
- Marcus Teggingeri (1568–?)
- Georges Scultetus (1603–1613)
- Franz Weinhart (1663–1686)
- Francisco Varo (1687)
- Giovanni Battista Bruni (1765–1771)
- Jean-Baptiste Gobel (1772–1793)
- Anselmo Basilici (1814–1818)
- Francesco Pichi (1818–1827)
- Robert Gradwell (1828–1833)
- Henri Monnier (1872–1916)
- Bernard Nicholas Ward [9] (1917)
- Patrice Alexandre Chiasson (1917–1920)
- Michele Cerrati (1920–1925)
- John James Joseph Monaghan (1925–1935)
- William Richard Griffin (1935–1944)
- Girolamo Bartolomeo Bortignon (1944–1945)
- Lawrence Joseph Shehan (1945–1953)
- Frédéric Duc (1954–1970)
- Marcelino Sérgio Bicego (1971–1978)
- Jean-Baptiste Gourion (2003–2005)
- William Hanna Shomali (od 2010)